# 张伯笠
张伯笠（1957年—），祖籍中国山东，黑龙江省望奎县人。基督教牧师。八九民运学生领袖。

## 生平
张伯笠（张伯利）曾在黑龙江省望奎县读小学中学，曾在绥化师专和苏州铁道师范学院学习，毕业后在铁路工程报社任记者，期间写出许多报告文学作品：《成功者说》、《哈木哈木》、《通向大海之路》、《中国星火》等。
1988年考入北京大学中文系作家班，师从曹文轩、钱理群。1989年4月15日将第一首悼念胡耀邦的诗《长相思·雨夜送耀邦》贴在北大三角地。并担任北京大学《新聞導報》第一任总编辑。
1989年4月17日張伯笠和王丹等人組织了北京大学生第一次悼念胡耀邦的游行，并参与起草了《请愿七条》。
学生绝食期间，张伯笠担任了天安门大学生绝食团副总指挥，绝食团宣传部长，李鹏宣布戒严前一小時前，张伯笠代表绝食团指挥部宣布结束绝食改为静坐抗议。
张伯笠在1989年六四事件后期任了天安门临时指挥部副总指挥，保卫天安门总指挥部副总指挥和生存了一天的天安门民主大学校长。六四镇压后，张伯笠逃出北京在东北潜伏下来，6月13日，北京市公安局将他列为21名高自联骨干之一，受到全国通缉。张伯笠逃到黑龙江省中苏边境躲藏，被当地一名基督徒收留。1989年圣诞夜张伯笠逃亡苏联，向苏联政府请求过境到欧美被拒并遭遣返。苏联军方将他秘密送到边境，让他自行离开苏联返回中国。后张伯笠在黑龙江的荒原躲藏（有人称其为现代鲁宾孙），期间妻离子散。他是当时唯一在境内逃亡藏匿两年没有被中国政府抓住的六四通缉犯。
两年后（1991年6月）张伯笠通过秘密渠道逃亡香港，并向美国驻香港领事馆申请政治庇护，获准流亡美国。1991年7月被普林斯顿大学东亚系聘为访问学者，普林斯顿中国学社研究员，师从余英时教授。后因肾衰竭在美医院治疗，一年后转至台湾荣民总医院治疗。期间归入基督并写作出版回忆录《逃亡者》，后被译为多种文字，其英文版《Escape From China 》獲美國華盛頓郵報最佳圖書獎（2002年），中文版一章节《逃亡铁幕内》获台湾联合报文学奖。
张伯笠1993年參加了海外民运的华盛頓大会，当选《民主中國联合阵线副主席》并担任《中國之春》杂志总编辑两年之久。
张伯笠1995年奉献傳道，並進修于惠顿大学 （页面存档备份，存于）1997年進入洛杉磯台福神学院（Logos Evangelical Seminary） 学习神学，获得道学硕士学位並成為中國福音會研究員，師從趙天恩博士。
張伯笠2001年被于力工牧师、刘富理牧师、刘彤牧师、赵天恩牧师等按立为基督教牧师，2002在華盛頓特區郊区开拓并牧养丰收华夏基督教会，之後在新加坡，紐約，費城，洛杉矶，悉尼等地开拓丰收华夏基督教会，并于2018年获得了美国林肯大学（ Lincoln Christian University )教牧神学博士学位。
张伯笠热情布道，创办了华夏布道团和华夏福音神学院，现已有三百多毕业生在世界各地服事教会。
张伯笠现任美国丰收华夏基督教会总会主任牧师，北美华夏布道团主席，美国华夏福音神学院院长。

## 著作
- 报告文学：《哈木哈木》
- 自传：《逃離中國》（英文版名为Escape from China）
- 2005年发表《中国教会的发展和我们的福音使命》